# Raimundo Machado da Luz
Raimundo Machado da Luz (Ponta Delgada, 1903 — Lisboa, 1985) foi um pintor e professor de arte português. Machado da Luz destacou-se pela sua obra de pendor social precursora do neo-realismo português. Formou-se na Escola Superior de Belas Artes de Lisboa, ingressando na docência e depois na carreira de inspecção educativa. Paralelamente ensinou na Sociedade Nacional de Belas Artes. Teve um percurso pouco convencional, não pactuando com os cânones artísticos do Estado Novo e produzindo uma obra onde avultam as pinturas tendo como tema as mulheres.
Foi casado com Maria José Estanco, a primeira mulher que se graduou em arquitectura em Portugal.
O Museu Carlos Machado, em Ponta Delgada, possui mais de duas centenas de obras da sua autoria.